# Lamarchea
Lamarchea är ett släkte av myrtenväxter. Lamarchea ingår i familjen myrtenväxter.
Kladogram enligt Catalogue of Life:
| Lamarchea | \| \| Lamarchea hakeifolia \| \| \| \| \| \| Lamarchea sulcata \| \| \| \| |
|           | \| \| Lamarchea hakeifolia \| \| \| \| \| \| Lamarchea sulcata \| \| \| \| |
|           | Lamarchea hakeifolia                                                       |
|           |                                                                            |
|           | Lamarchea sulcata                                                          |
|           |                                                                            |